# أندريه فاسيليفسكي (تنس)
أندريه فاسيليفسكي (بالروسية: Василевский Андрей Александрович)‏ مواليد 28 مايو 1991 في مينسك، هو لاعب كرة مضرب بيلاروسي يلعب باليد اليمنى. أعلى مركز له في تصنيف رابطة محترفي كرة المضرب في الفردي كان المركز الـ 569 في سنة 2014. أعلى تصنيف له في الزوجي كان المركز الـ 181 في سنة 2012.

## السيرة المهنية

### 2017
أنهى فاسيليفسكي المركز الثاني ، حيث شارك هانز بودليبنيك كاستيلو في منافسة الزوجي لعام 2017 ، حيث خسر أمام الزوج المصنف الرابع من بابلو كيوفاس وغيلارمو دوران. قبل ثلاثة أسابيع في يوليو، وصل الثنائي أيضًا إلى ربع نهائي إحدى البطولات الكبرى في بطولة ويمبلدون 2017 للمرة الأولى في مسيرتهما بفوزهما على المصنفين رقم 12 خوان سيباستيان كابال وروبرت فرح والمصنفين المصنفين رقم 7 رافين كلاسين وراجيف رام. الطريق.

### 2020-2021: بطولة ATP الأولى تضاعف لقبها
فاز فاسيليفسكي بأول لقب له في الزوجي في عيد ميلاده الثلاثين في بطولة بلغراد المفتوحة لعام 2021 بالشراكة مع جوناثان إيرليش الذي فاز بلقبه الثاني والعشرين. [3] وصل أيضًا إلى ثلاث نهائيات أخرى مع إرليش في بطولة 2021 المفتوحة في مونبلييه وخسر أمام الزوج المصنف الأول كونتين / روجر فاسلين ، في بطولة أستانا المفتوحة لعام 2021 في نور سلطان ، وخسر أيضًا أمام الثنائي سانتياغو غونزاليس / أندريس مولتيني ، وفي عام 2020 في بطولة ماهاراشترا المفتوحة في بيون خسر أمام أندريه جورانسون وكريستوفر رونجكات.

## روابط خارجية
- أندريه فاسيليفسكي على موقع رابطة محترفي التنس (الإنجليزية)
- أندريه فاسيليفسكي على موقع الاتحاد الدولي لكرة المضرب (الإنجليزية)
- أندريه فاسيليفسكي على موقع كأس ديفيز (الإنجليزية)
- أندريه فاسيليفسكي على موقع خلاصة التنس.كوم (الإنجليزية)
- أندريه فاسيليفسكي على موقع إي إس بي إن.كوم (الإنجليزية)